# Humulus lupulus
Il luppolo (Humulus lupulus L., 1753) è una pianta angiosperma appartenente alla famiglia delle Cannabacee.

## Descrizione
Pianta erbacea perenne, caducifoglia e latifoglia, con rizoma ramificato dal quale si estendono esili fusti rampicanti che possono raggiungere i 9–10 m di lunghezza, può vivere dai 10 ai 20 anni. Le foglie sono cuoriformi, picciolate, opposte, munite di 3-5 lobi seghettati. La parte superiore si presenta ruvida al tatto per la presenza di numerosi peli, la parte inferiore è invece resinosa.
Essendo una specie dioica, i fiori maschili e femminili, unisessuali e di colore verdognolo, sono presenti su individui separati. I fiori maschili (o staminiferi) sono riuniti in pannocchie pendule e ciascuno presenta 5 tepali fusi alla base e 5 stami; i fiori femminili (o pistilliferi) presentano un cono membranoso che circonda un ovario munito di 2 lunghi stimmi pelosi. Si trovano raggruppati alle ascelle di brattee fogliacee, costituendo un'infiorescenza dalla caratteristica e inconfondibile forma a cono.
La fioritura avviene in estate. L'impollinazione è anemofila (trasporto per mezzo del vento) e in settembre-ottobre, con la maturazione dei semi, le brattee assumono una consistenza cartacea che aumenta la dimensione del cono. I frutti sono degli acheni di colore grigio-cenere.
Le infiorescenze femminili sono ricche di ghiandole resinose secernenti una sostanza giallastra e dal sapore amaro chiamata lupulina, composta da α-acidi (umulone, adumulone e coumulone), β-acidi (lupulone, adlupulone e colupulone), da polifenoli (es. flobafeni, xantumolo) e numerosi oli essenziali, che vengono utilizzati per aromatizzare e conferire alla birra il suo gusto caratteristico.

## Distribuzione e habitat

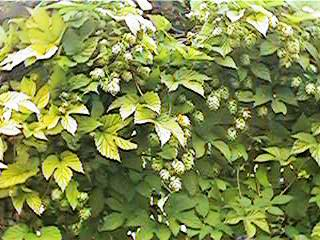
Humulus lupulus 'Aureus'

Il luppolo predilige ambienti freschi e terreni fertili e ben lavorati. Cresce spontaneamente sulle rive dei corsi d'acqua, lungo le siepi, ai margini dei boschi, vicino alle concimaie, dalla pianura fino a un'altitudine di 1 200 metri se il clima non è troppo ventoso e umido. La sua presenza in natura è molto comune nell'Italia settentrionale; il luppolo selvatico è peraltro presente in tutte le regioni, isole comprese, benché diventi progressivamente più raro verso sud.

## Coltivazione
È coltivato a scopi commerciali in entrambi gli emisferi, indicativamente tra 30° e 52° di latitudine, ed essendo molto resistente ai climi freddi può resistere fino a −30 °C.
La coltivazione del luppolo ha avuto inizio solo durante il IX secolo d.C. in Germania. In precedenza, fin da tempi preistorici, il luppolo era già utilizzato, ma non coltivato. A livelli di coltivazione è suscettibile di molti parassiti come ad esempio un ascomicete già responsabile della ruggine del grano, la peronospora, oltre che di afidi e ragnetti.
In Italia la sua coltivazione fu introdotta, a partire dal 1847, dall'agronomo Gaetano Pasqui di Forlì, che promosse anche una fabbrica di birra in attività già dagli anni '60 dell'Ottocento.
Quella di "luppolo nobile" è una definizione storico-commerciale legata alla produzione della birra, assegnata arbitrariamente nel mondo brassicolo a quattro territori europei nei quali si sono geneticamente isolate alcune popolazioni, queste sono: l'Hallertauer Mittelfrueh dalla regione dell'Hallertauer in Baviera; Tettnanger dalla regione del Tettnang in Germania nella zona del lago di Costanza; Spalt dalla Baviera in Germania a sud di Norimberga; e Saaz dalla regione di Zatec in Repubblica Ceca. Molte delle varietà di luppolo più diffuse commercialmente nei secoli scorsi, facevano riferimento nei tratti principali ad almeno una di queste varietà nobili. Attualmente, nonostante il loro rapporto alfa acidi/beta acidi di 1:1 che fornisce un piacevole profilo aromatico accompagnato da un amaro gradevole, sono caratterizzati da una scarsa resa per ettaro e da un'elevata inclinazione alla contrazione di malattie.

## Fitochimica
Nei coni di luppolo sono state finora identificate più di 1 000 sostanze chimiche, che possono essere raggruppate in componenti dell'olio essenziale, acidi amari e flavonoidi prenilati. Sono presenti anche glicosidi flavonolici (astragalina, kaempferolo, quercetina, quercitrina, rutina) e quantità apprezzabili di tannini (2-4%).

## Usi

### Birra
Il luppolo viene usato soprattutto nel processo produttivo della birra; le caratteristiche primarie sono:
- fornire, nella quasi totalità dei casi, una base amaricante a bilanciamento della dolcezza apportata dal materiale fermentiscibile (malto d'orzo, malto di frumento, ecc.);
- aumentare la stabilità microbiologica;
- concorrere nella stabilizzazione della schiuma;
- influenzare, a seconda degli stili in maniera minore o maggiore, il gusto e l'aroma.

Nel mondo brassicolo il luppolo viene solitamente distinto in due macrocategorie, luppoli amaricanti e luppoli aromatici, con alcune varietà commercializzate con il doppio scopo. I luppoli amaricanti sono solitamente aggiunti al mosto all'inizio della fase di bollitura, mentre quelli aromatici (gusto e aroma) vengono aggiunti negli ultimi 30 minuti di bollitura, con ulteriori diversità produttive per eventuali aggiunte in fase di Whirlpool o Dry-Hopping. L'intensità della luppolatura in una birra è specifica per lo stile ma anche riflesso della personalità del birraio, motivo per cui non esistono regole precise per le aggiunte di luppolo nella birra in termini di quantità, tempi o fasi.
Nel caso del luppolo amaricante, la gittata di luppolo avviene a inizio bollitura per consentire agli α-acidi di isomerizzare in iso-alphaacidi solubili in acqua conferendo la reale parte amaricante al prodotto. L'unità di misura del potenziale amaricante del luppolo è definito dall'IBU (International Bitterness Unit). Gli oli essenziali sono invece responsabili del profilo aromatico, con caratteristiche che spaziano dal citrico al resinoso, dal fruttato al floreale, dal terroso all'erboso. Gli oli essenziali principali sono l'humulene, dall'aroma balsamico e legnoso; il carophyllene, dall'aroma di pepe nero; il myrcene, dall'aroma di geranio; e il farnesene, dall'aroma di gardenia. Le ricerche attuali hanno identificato circa 300 oli diversi che contribuiscono al profilo aromatico della birra, alcuni di questi oli forniscono aromi piacevoli all'uomo come i già citati caratteri floreali, fruttati e speziati, ma altri impartiscono invece aromi più sgradevoli come l'aroma di formaggio, di rancido o di grasso.

### Cesteria
La parte del fusto di questa pianta risulta pieghevole e fibrosa quando matura: per questo motivo essa è utile per la produzione di corde e legamenti rustici.

### Cucina

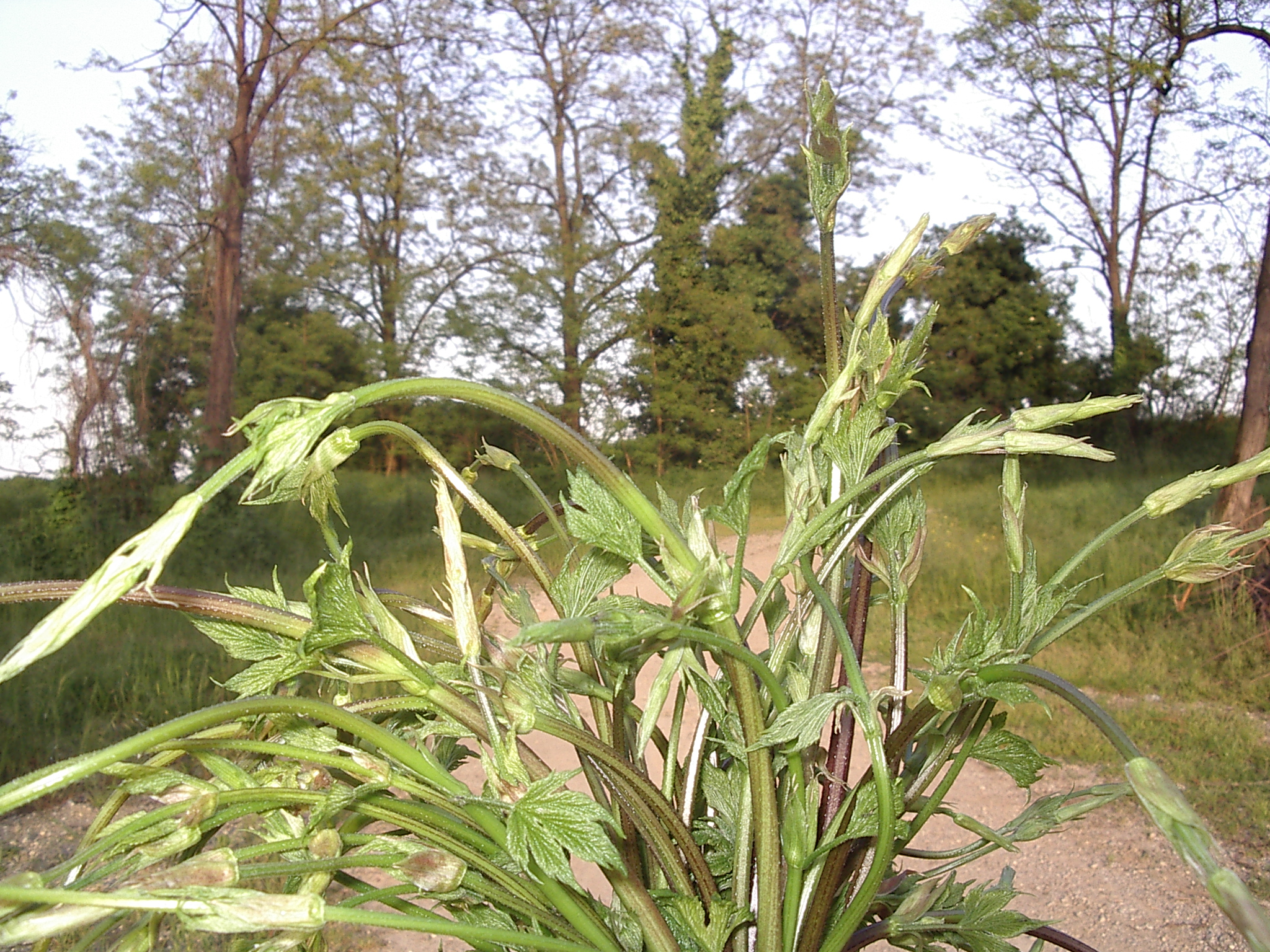
Mazzetto di cime di luppolo selvatico

In cucina gli apici della pianta di luppolo (in piemontese "luvertin", in lombardo "luertis", in veneto "bruscandoli" o "briscandoli", in friulano "urticiòns", in dialetto folignate "luperi", in dialetto versiliese "noppolo"), della lunghezza di circa 20 cm, vengono raccolti in primavera (marzo-maggio) e utilizzati come il più noto asparago e, per questo, a volte, alcuni li chiamano volgarmente e molto impropriamente, "asparagi selvatici".
Da notare come, a differenza della maggior parte dei germogli utilizzati per uso culinario, i getti di luppolo selvatico siano più gustosi quanto più sono grossi. Una volta lessati per 5-10 minuti, con poca acqua o al vapore, si possono consumare direttamente con classico condimento "all'agro", oppure saltare qualche minuto in padella per servirli con riso o utilizzare per risotti, frittate e minestre.

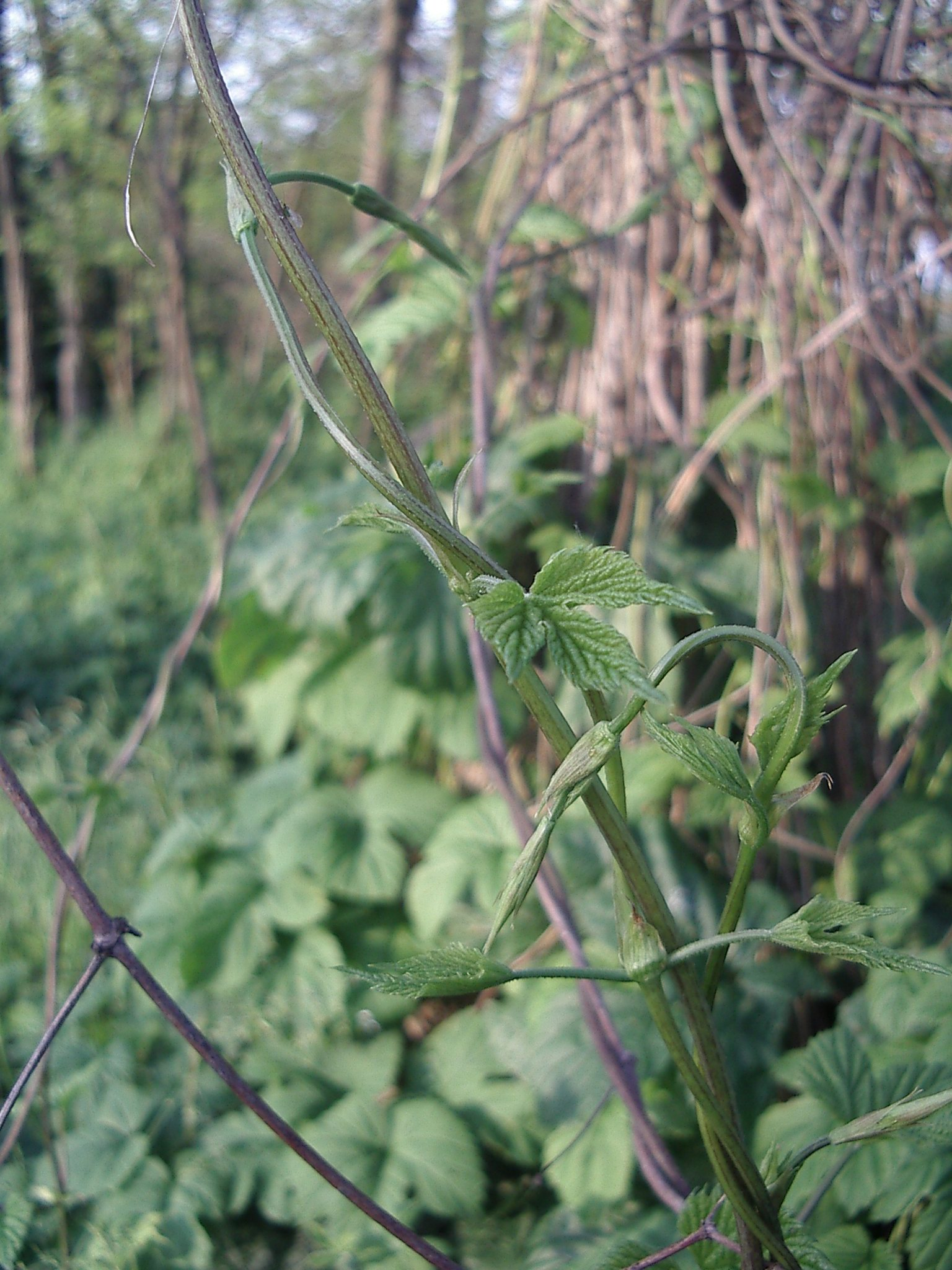
Getto apicale di luppolo selvatico

Non vanno confusi con i rami fioriferi di altre piante solo a prima vista simili, quali l'Ornithogalum (Latte di gallina), un genere che conta molte specie alquanto tossiche (Ornithogalum pyrenaicum è però commestibile).

## Medicina

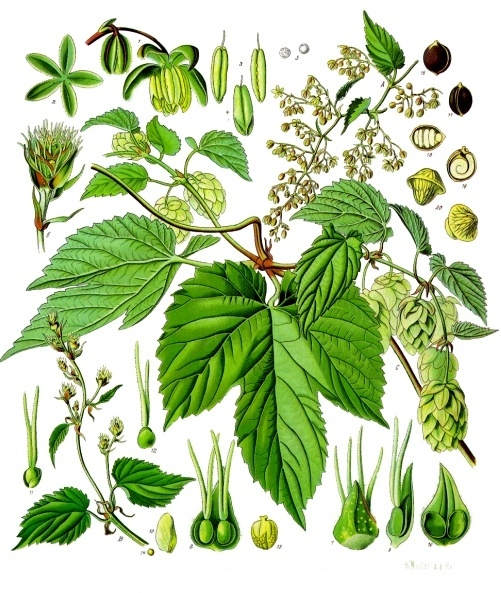
Illustrazione di H. lupulus

La parte attiva è costituita dai fiori femminili (coni) raccolti in settembre quando non sono ancora completamente maturi, oppure dalla polvere che si ottiene sbattendo e setacciando i coni, detta "luppolina". Nella tradizione popolare il luppolo è noto come sedativo, lievemente ipnotico e anafrodisiaco. Il contenuto di sostanze simili agli estrogeni, inoltre, pare essere responsabile dell'effetto ingrassante che la voce popolare attribuisce alla birra.

### Il fitoestrogeno del luppolo
Il luppolo contiene 8-prenilnaringenina, il fitoestrogeno più potente conosciuto, la cui concentrazione in humulus lupulus è così scarsa da non poter avere effetti biologici indagabili con le attuali tecniche di laboratorio. Tuttavia tale composto si forma anche in seguito alla conversione in situ e in vitro dello isoxantoumulone, di cui il luppolo è molto più ricco. Gli effetti farmacologici di tali composti potrebbero essere di tipo estrogeno-simile.